# Monocercops triangulata
Monocercops triangulata là một loài bướm đêm thuộc họ Gracillariidae. Nó được tìm thấy ở Nepal.
Sải cánh dài 7.6-8.7 mm.
Ấu trùng ăn Castanopsis species. Chúng ăn lá nơi chúng làm tổ.